# 克瑟區
36°41′04″N 4°51′08″E / 36.684389°N 4.852095°E

克瑟區（阿拉伯语：‎），是阿爾及利亞的行政區，位於該國北部，由貝賈亞省負責管轄，首府設於克瑟，面積306平方公里，2008年人口51,494，人口密度每平方公里168人。